# Untitled (Korn)
Untitled är ett musikalbum av Korn utgivet 2007. Albumet är det första utan trummisen David Silveria. När de spelade in Untitled var det Terry Bozzio som satt vid trummorna. Sedan dess har Joey Jordison, trummis i Slipknot, varit livetrummis för Korn.

## Låtlista
1. "Intro" – 1:57
2. "Starting Over" – 4:02
3. "Bitch We Got a Problem" – 3:23
4. "Evolution" – 3:38
5. "Hold On" – 3:06
6. "Kiss" – 4:10
7. "Do What They Say" – 4:17
8. "Ever Be" – 4:49
9. "Love & Luxury" – 3:01
10. "Innocent Bystander" – 3:28
11. "Killing" – 3:37
12. "Hushabye" – 3:53
13. "I Will Protect You" – 5:29

### Bonusspår
1. "Sing Sorrow" (Deluxe Edition bonusspår) – 4:33
2. "Overture or Obituary" (Itunes pre-order only) - 3:00
3. "Evolution (Dave Garcia + Morgan Page Remix)" (bonusspår på japanska utgåvan) - 6:36
4. "Once Upon a Time" (Alternativ version av "Sing Sorrow"; släppt genom fanklubben) - 4:33